# 17. Dáil
Der 17. Dáil wurde am 4. Oktober 1961 gewählt. Insgesamt 144 Abgeordnete (Teachtaí Dála) wurden in 42 Wahlkreisen mit dem Verfahren der übertragbaren Einzelstimmgebung (single transferable vote) bestimmt.

## Wahlausgang
siehe: Wahlen 1961

Sitzverteilung im 17. Dáil

Fianna Fáil und Fine Gael waren die stärksten Kräfte im Dáil. Die Fianna Fáil verfehlte die absolute Mehrheit um drei Sitze.
Der Dáil Éireann kam erstmals am 11. Oktober 1961 zur konstituierenden Sitzung zusammen. Als Vorsitzender des Dáils (Ceann Comhairle) wurde Patrick Hogan (Labour) per Akklamation bestimmt. Seine Vertretung (Leas-Cheann Comhairle) wurde Cormac Breslin (Fianna Fáil).
Seán Lemass wurde zum Taoiseach gewählt. Er bildete die Regierung Lemass II. Oppositionsführer (Ceannaire an Fhreasúra) war James Dillon von der Fine Gael. 
Es folgten die Neuwahlen am 7. April 1965.
| Partei | Partei                         | Vorsitzende/r im Dáil | Okt. 1961: gewählte Teachtaí Dála | März 1965: Teachtaí Dála | Veränderung |
| ------ | ------------------------------ | --------------------- | --------------------------------- | ------------------------ | ----------- |
|        | Fianna Fáil                    | Seán Lemass           | 70                                | 71                       | +1          |
|        | Fine Gael                      | Liam Cosgrave         | 47                                | 48                       | +1          |
|        | Labour Party                   | Brendan Corish        | 16                                | 17                       | +1          |
|        | Unabhängige                    |                       | 6                                 | 5                        | −1          |
|        | Clann na Talmhan               | Joseph Blowick        | 2                                 | 1                        | −1          |
|        | National Progressive Democrats |                       | 2                                 | −                        | −2          |
|        | Clann na Poblachta             |                       | 1                                 | 1                        | −           |
|        | Ceann Comhairle                |                       | −                                 | 1                        | +1          |
| Gesamt | Gesamt                         | 144                   | 144                               | 144                      | –           |

## Teachtaí Dála
| Wahlkreis                  | Name                      | Partei (Teilgruppe) | Partei (Teilgruppe)            | Partei (Teilgruppe) | Partei (Teilgruppe)                      | Im Amt seit        |
| Wahlkreis                  | Name                      | Zu Beginn des Dáil  | Zu Beginn des Dáil             | Zum Ende des Dáil   | Zum Ende des Dáil                        | Im Amt seit        |
| -------------------------- | ------------------------- | ------------------- | ------------------------------ | ------------------- | ---------------------------------------- | ------------------ |
| Carlow–Kilkenny            | Patrick Crotty            |                     | Fine Gael                      | Fine Gael           | Fine Gael                                | 18. Februar 1948   |
| Carlow–Kilkenny            | Martin Medlar             |                     | Fianna Fáil                    | Fianna Fáil         | Fianna Fáil                              | 14. November 1956  |
| Carlow–Kilkenny            | Séamus Pattison           |                     | Labour                         | Labour              | Labour                                   | 11. Oktober 1961   |
| Carlow–Kilkenny            | Jim Gibbons               |                     | Fianna Fáil                    | Fianna Fáil         | Fianna Fáil                              | 20. März 1957      |
| Carlow–Kilkenny            | Desmond Governey          |                     | Fine Gael                      | Fine Gael           | Fine Gael                                | 11. Oktober 1961   |
| Cavan                      | Patrick Smith             |                     | Fianna Fáil                    | Fianna Fáil         | Fianna Fáil                              | 19. September 1923 |
| Cavan                      | Patrick O’Reilly          |                     | Fine Gael                      | Fine Gael           | Fine Gael                                | 13. Juni 1951      |
| Cavan                      | Séamus Dolan              |                     | Fianna Fáil                    | Fianna Fáil         | Fianna Fáil                              | 11. Oktober 1961   |
| Clare                      | Patrick Hillery           |                     | Fianna Fáil                    | Fianna Fáil         | Fianna Fáil                              | 13. Juni 1951      |
| Clare                      | Seán Ó Ceallaigh          |                     | Fianna Fáil                    | Fianna Fáil         | Fianna Fáil                              | 22. Juli 1959      |
| Clare                      | Patrick Hogan             |                     | Labour                         |                     | Ceann Comhairle                          | 18. Februar 1948   |
| Clare                      | William Murphy            |                     | Fine Gael                      | Fine Gael           | Fine Gael                                | 13. Juni 1951      |
| Cork Borough               | John Galvin               |                     | Fianna Fáil                    |                     | verstorben am 11. Oktober 1963           | 2. August 1956     |
| Cork Borough               | Sheila Galvin             |                     |                                |                     | Fianna Fáil Nachwahl für John Galvin     | 19. Februar 1964   |
| Cork Borough               | Anthony Barry             |                     | Fine Gael                      | Fine Gael           | Fine Gael                                | 11. Oktober 1961   |
| Cork Borough               | Jack Lynch                |                     | Fianna Fáil                    | Fianna Fáil         | Fianna Fáil                              | 18. Februar 1948   |
| Cork Borough               | Seán Casey                |                     | Labour                         | Labour              | Labour                                   | 2. Juni 1954       |
| Cork Borough               | Stephen Barrett           |                     | Fine Gael                      | Fine Gael           | Fine Gael                                | 3. März 1954       |
| Cork Mid                   | Denis O’Sullivan          |                     | Fine Gael                      | Fine Gael           | Fine Gael                                | 13. Juni 1951      |
| Cork Mid                   | Seán McCarthy             |                     | Fianna Fáil                    | Fianna Fáil         | Fianna Fáil                              | 13. Juni 1951      |
| Cork Mid                   | Dan Desmond               |                     | Labour                         |                     | verstorben am 9. Dezember 1964           | 18. Februar 1948   |
| Cork Mid                   | Eileen Desmond            |                     |                                |                     | Labour Nachwahl für Dan Desmond          | 10. März 1965      |
| Cork Mid                   | Con Meaney                |                     | Fianna Fáil                    | Fianna Fáil         | Fianna Fáil                              | 11. Oktober 1961   |
| Cork North-East            | Richard Barry             |                     | Fine Gael                      | Fine Gael           | Fine Gael                                | 18. Juni 1953      |
| Cork North-East            | Philip Burton             |                     | Fine Gael                      | Fine Gael           | Fine Gael                                | 11. Oktober 1961   |
| Cork North-East            | Martin Corry              |                     | Fianna Fáil                    | Fianna Fáil         | Fianna Fáil                              | 23. Juni 1927      |
| Cork North-East            | John Moher                |                     | Fianna Fáil                    | Fianna Fáil         | Fianna Fáil                              | 2. Juni 1954       |
| Cork North-East            | Patrick McAuliffe         |                     | Labour                         | Labour              | Labour                                   | 9. Juni 1944       |
| Cork South-West            | Michael Pat Murphy        |                     | Labour                         | Labour              | Labour                                   | 13. Juni 1951      |
| Cork South-West            | Seán Collins              |                     | Fine Gael                      | Fine Gael           | Fine Gael                                | 11. Oktober 1961   |
| Cork South-West            | Edward Cotter             |                     | Fianna Fáil                    | Fianna Fáil         | Fianna Fáil                              | 2. Juni 1954       |
| Donegal North-East         | Neil Blaney               |                     | Fianna Fáil                    | Fianna Fáil         | Fianna Fáil                              | 11. Oktober 1961   |
| Donegal North-East         | Liam Cunningham           |                     | Fianna Fáil                    | Fianna Fáil         | Fianna Fáil                              | 13. Juni 1951      |
| Donegal North-East         | Patrick Harte             |                     | Fine Gael                      | Fine Gael           | Fine Gael                                | 11. Oktober 1961   |
| Donegal–South West         | Joseph Brennan            |                     | Fianna Fáil                    | Fianna Fáil         | Fianna Fáil                              | 2. Juni 1954       |
| Donegal–South West         | Cormac Breslin            |                     | Fianna Fáil                    | Fianna Fáil         | Fianna Fáil                              | 21. Juli 1937      |
| Donegal–South West         | Patrick O’Donnell         |                     | Fine Gael                      | Fine Gael           | Fine Gael                                | 16. November 1949  |
| Dublin County              | Seán Dunne                |                     | Independent                    |                     | Labour                                   | 11. Oktober 1961   |
| Dublin County              | Kevin Boland              |                     | Fianna Fáil                    | Fianna Fáil         | Fianna Fáil                              | 20. März 1957      |
| Dublin County              | Mark Clinton              |                     | Fine Gael                      | Fine Gael           | Fine Gael                                | 11. Oktober 1961   |
| Dublin County              | Patrick Burke             |                     | Fianna Fáil                    | Fianna Fáil         | Fianna Fáil                              | 9. Juni 1944       |
| Dublin County              | Éamon Rooney              |                     | Fine Gael                      | Fine Gael           | Fine Gael                                | 18. Februar 1948   |
| Dublin North-Central       | Patrick McGilligan        |                     | Fine Gael                      | Fine Gael           | Fine Gael                                | 3. November 1923   |
| Dublin North-Central       | Vivion de Valera          |                     | Fianna Fáil                    | Fianna Fáil         | Fianna Fáil                              | 4. Dezember 1945   |
| Dublin North-Central       | Celia Lynch               |                     | Fianna Fáil                    | Fianna Fáil         | Fianna Fáil                              | 2. Juni 1954       |
| Dublin North-Central       | Frank Sherwin             |                     | Independent                    | Independent         | Independent                              | 14. November 1957  |
| Dublin North-East          | Jack Belton               |                     | Fine Gael                      |                     | verstorben am 23. Februar 1963           | 18. Februar 1948   |
| Dublin North-East          | Paddy Belton              |                     |                                |                     | Fine Gael Nachwahl für Jack Belton       | 30. Mai 1963       |
| Dublin North-East          | George Colley             |                     | Fianna Fáil                    | Fianna Fáil         | Fianna Fáil                              | 11. Oktober 1961   |
| Dublin North-East          | Charles Haughey           |                     | Fianna Fáil                    | Fianna Fáil         | Fianna Fáil                              | 20. März 1957      |
| Dublin North-East          | Patrick Byrne             |                     | Fine Gael                      | Fine Gael           | Fine Gael                                | 30. April 1956     |
| Dublin North-East          | Eugene Timmons            |                     | Fianna Fáil                    | Fianna Fáil         | Fianna Fáil                              | 11. Oktober 1961   |
| Dublin North-West          | Declan Costello           |                     | Fine Gael                      | Fine Gael           | Fine Gael                                | 13. Juni 1951      |
| Dublin North-West          | Richard Gogan             |                     | Fianna Fáil                    | Fianna Fáil         | Fianna Fáil                              | 2. Juni 1954       |
| Dublin North-West          | Michael Mullen            |                     | Labour                         | Labour              | Labour                                   | 11. Oktober 1961   |
| Dublin South-Central       | Philip A. Brady           |                     | Fianna Fáil                    | Fianna Fáil         | Fianna Fáil                              | 20. März 1957      |
| Dublin South-Central       | Patrick Cummins           |                     | Fianna Fáil                    | Fianna Fáil         | Fianna Fáil                              | 25. Juni 1958      |
| Dublin South-Central       | Maurice E. Dockrell       |                     | Fine Gael                      | Fine Gael           | Fine Gael                                | 1. Juli 1943       |
| Dublin South-Central       | Joseph Barron             |                     | Clann na Poblachta             | Clann na Poblachta  | Clann na Poblachta                       | 11. Oktober 1961   |
| Dublin South-Central       | Seán Lemass               |                     | Fianna Fáil                    | Fianna Fáil         | Fianna Fáil                              | 18. November 1924  |
| Dublin South-East          | Seán MacEntee             |                     | Fianna Fáil                    | Fianna Fáil         | Fianna Fáil                              | 21. Januar 1919    |
| Dublin South-East          | John A. Costello          |                     | Fine Gael                      | Fine Gael           | Fine Gael                                | 9. Juni 1944       |
| Dublin South-East          | Noel Browne               |                     | National Progressive Democrats |                     | Labour                                   | 20. März 1957      |
| Dublin South-West          | James O’Keeffe            |                     | Fine Gael                      | Fine Gael           | Fine Gael                                | 11. Oktober 1961   |
| Dublin South-West          | Robert Briscoe            |                     | Fianna Fáil                    | Fianna Fáil         | Fianna Fáil                              | 11. Oktober 1927   |
| Dublin South-West          | Noel Lemass               |                     | Fianna Fáil                    | Fianna Fáil         | Fianna Fáil                              | 14. November 1956  |
| Dublin South-West          | Richie Ryan               |                     | Fine Gael                      | Fine Gael           | Fine Gael                                | 22. Juli 1959      |
| Dublin South-West          | James Carroll             |                     | Independent                    | Independent         | Independent                              | 20. März 1957      |
| Dún Laoghaire and Rathdown | Liam Cosgrave             |                     | Fine Gael                      | Fine Gael           | Fine Gael                                | 1. Juli 1943       |
| Dún Laoghaire and Rathdown | Seán Brady                |                     | Fianna Fáil                    | Fianna Fáil         | Fianna Fáil                              | 11. Oktober 1927   |
| Dún Laoghaire and Rathdown | Lionel Booth              |                     | Fianna Fáil                    | Fianna Fáil         | Fianna Fáil                              | 20. März 1957      |
| Dún Laoghaire and Rathdown | Percy Dockrell            |                     | Fine Gael                      | Fine Gael           | Fine Gael                                | 11. Oktober 1961   |
| Galway East                | Michael Carty             |                     | Fianna Fáil                    | Fianna Fáil         | Fianna Fáil                              | 20. März 1957      |
| Galway East                | Brigid Hogan-O’Higgins    |                     | Fine Gael                      | Fine Gael           | Fine Gael                                | 20. März 1957      |
| Galway East                | Michael Donnellan         |                     | Clann na Talmhan               |                     | verstorben am 27. September 1964         | 1. Juli 1943       |
| Galway East                | John Donnellan            |                     |                                |                     | Fine Gael Nachwahl für Michael Donnellan | 3. Dezember 1964   |
| Galway East                | Anthony Millar            |                     | Fianna Fáil                    | Fianna Fáil         | Fianna Fáil                              | 30. Mai 1958       |
| Galway East                | Michael F. Kitt           |                     | Fianna Fáil                    | Fianna Fáil         | Fianna Fáil                              | 18. Februar 1948   |
| Galway West                | Fintan Coogan senior      |                     | Fine Gael                      | Fine Gael           | Fine Gael                                | 2. Juni 1954       |
| Galway West                | Gerald Bartley            |                     | Fianna Fáil                    | Fianna Fáil         | Fianna Fáil                              | 9. März 1932       |
| Galway West                | John Geoghegan            |                     | Fianna Fáil                    | Fianna Fáil         | Fianna Fáil                              | 2. Juni 1954       |
| Kerry North                | Patrick Finucane          |                     | Independent                    | Independent         | Independent                              | 1. Juli 1943       |
| Kerry North                | Thomas McEllistrim senior |                     | Fianna Fáil                    | Fianna Fáil         | Fianna Fáil                              | 19. September 1923 |
| Kerry North                | Dan Spring                |                     | Labour                         | Labour              | Labour                                   | 1. Juli 1943       |
| Kerry South                | Timothy O’Connor          |                     | Labour                         | Labour              | Labour                                   | 11. Oktober 1961   |
| Kerry South                | Patrick Connor            |                     | Fine Gael                      | Fine Gael           | Fine Gael                                | 11. Oktober 1961   |
| Kerry South                | Honor Crowley             |                     | Fianna Fáil                    | Fianna Fáil         | Fianna Fáil                              | 4. Dezember 1945   |
| Kildare                    | Gerard Sweetman           |                     | Fine Gael                      | Fine Gael           | Fine Gael                                | 18. Februar 1948   |
| Kildare                    | Brendan Crinion           |                     | Fianna Fáil                    | Fianna Fáil         | Fianna Fáil                              | 11. Oktober 1961   |
| Kildare                    | Patrick Dooley            |                     | Fianna Fáil                    | Fianna Fáil         | Fianna Fáil                              | 20. März 1957      |
| Kildare                    | William Norton            |                     | Labour                         |                     | verstorben am 4. Dezember 1963           | 9. März 1932       |
| Kildare                    | Terence Boylan            |                     |                                |                     | Fianna Fáil Nachwahl für William Norton  | 19. Februar 1964   |
| Laois–Offaly               | Kieran Egan               |                     | Fianna Fáil                    | Fianna Fáil         | Fianna Fáil                              | 30. April 1956     |
| Laois–Offaly               | Oliver J. Flanagan        |                     | Fine Gael                      | Fine Gael           | Fine Gael                                | 1. Juli 1943       |
| Laois–Offaly               | Nicholas Egan             |                     | Fianna Fáil                    | Fianna Fáil         | Fianna Fáil                              | 2. Juni 1954       |
| Laois–Offaly               | Patrick Lalor             |                     | Fianna Fáil                    | Fianna Fáil         | Fianna Fáil                              | 11. Oktober 1961   |
| Laois–Offaly               | Thomas F. O’Higgins       |                     | Fine Gael                      | Fine Gael           | Fine Gael                                | 18. Februar 1948   |
| Limerick East              | Stephen Coughlan          |                     | Labour                         | Labour              | Labour                                   | 11. Oktober 1961   |
| Limerick East              | Paddy Clohessy            |                     | Fianna Fáil                    | Fianna Fáil         | Fianna Fáil                              | 20. März 1957      |
| Limerick East              | Tom O’Donnell             |                     | Fine Gael                      | Fine Gael           | Fine Gael                                | 11. Oktober 1961   |
| Limerick East              | Donogh O’Malley           |                     | Fianna Fáil                    | Fianna Fáil         | Fianna Fáil                              | 2. Juni 1954       |
| Limerick West              | James John Collins        |                     | Fianna Fáil                    | Fianna Fáil         | Fianna Fáil                              | 18. Februar 1948   |
| Limerick West              | Denis Jones               |                     | Fine Gael                      | Fine Gael           | Fine Gael                                | 20. März 1957      |
| Limerick West              | Donnchadh Ó Briain        |                     | Fianna Fáil                    | Fianna Fáil         | Fianna Fáil                              | 8. Februar 1933    |
| Longford–Westmeath         | Seán Mac Eoin             |                     | Fine Gael                      | Fine Gael           | Fine Gael                                | 16. August 1921    |
| Longford–Westmeath         | Joe Sheridan              |                     | Independent                    | Independent         | Independent                              | 11. Oktober 1961   |
| Longford–Westmeath         | Frank Carter              |                     | Fianna Fáil                    | Fianna Fáil         | Fianna Fáil                              | 11. Oktober 1961   |
| Longford–Westmeath         | Michael Kennedy           |                     | Fianna Fáil                    | Fianna Fáil         | Fianna Fáil                              | 23. Juni 1927      |
| Louth                      | Frank Aiken               |                     | Fianna Fáil                    | Fianna Fáil         | Fianna Fáil                              | 19. September 1923 |
| Louth                      | Pádraig Faulkner          |                     | Fianna Fáil                    | Fianna Fáil         | Fianna Fáil                              | 20. März 1957      |
| Louth                      | Paddy Donegan             |                     | Fine Gael                      | Fine Gael           | Fine Gael                                | 11. Oktober 1961   |
| Mayo North                 | Michael Browne            |                     | Fine Gael                      | Fine Gael           | Fine Gael                                | 11. Oktober 1961   |
| Mayo North                 | Joseph Lenehan            |                     | Independent                    | Independent         | Independent                              | 11. Oktober 1961   |
| Mayo North                 | Phelim Calleary           |                     | Fianna Fáil                    | Fianna Fáil         | Fianna Fáil                              | 26. Juni 1952      |
| Mayo South                 | Seán Flanagan             |                     | Fianna Fáil                    | Fianna Fáil         | Fianna Fáil                              | 13. Juni 1951      |
| Mayo South                 | Joseph Blowick            |                     | Clann na Talmhan               | Clann na Talmhan    | Clann na Talmhan                         | 1. Juli 1943       |
| Mayo South                 | Mícheál Ó Móráin          |                     | Fianna Fáil                    | Fianna Fáil         | Fianna Fáil                              | 30. Juni 1938      |
| Mayo South                 | Henry Kenny               |                     | Fine Gael                      | Fine Gael           | Fine Gael                                | 2. Juni 1954       |
| Meath                      | Denis Farrelly            |                     | Fine Gael                      | Fine Gael           | Fine Gael                                | 11. Oktober 1961   |
| Meath                      | Michael Hilliard          |                     | Fianna Fáil                    | Fianna Fáil         | Fianna Fáil                              | 1. Juli 1943       |
| Meath                      | James Tully               |                     | Labour                         | Labour              | Labour                                   | 11. Oktober 1961   |
| Monaghan                   | James Dillon              |                     | Fine Gael                      | Fine Gael           | Fine Gael                                | 9. März 1932       |
| Monaghan                   | Erskine Hamilton Childers |                     | Fianna Fáil                    | Fianna Fáil         | Fianna Fáil                              | 30. Juni 1938      |
| Monaghan                   | Patrick Mooney            |                     | Fianna Fáil                    | Fianna Fáil         | Fianna Fáil                              | 2. Juni 1954       |
| Roscommon                  | James J. Burke            |                     | Fine Gael                      |                     | verstorben am 12. Mai 1964               | 2. Juni 1954       |
| Roscommon                  | Joan Burke                |                     |                                |                     | Fine Gael Nachwahl für James Burke       | 8. Juli 1964       |
| Roscommon                  | Jack McQuillan            |                     | National Progressive Democrats |                     | Labour                                   | 18. Februar 1948   |
| Roscommon                  | Brian Lenihan senior      |                     | Fianna Fáil                    | Fianna Fáil         | Fianna Fáil                              | 11. Oktober 1961   |
| Roscommon                  | Patrick J. Reynolds       |                     | Fianna Fáil                    | Fianna Fáil         | Fianna Fáil                              | 11. Oktober 1961   |
| Sligo–Leitrim              | James Gallagher           |                     | Fine Gael                      | Fine Gael           | Fine Gael                                | 11. Oktober 1961   |
| Sligo–Leitrim              | Joseph McLoughlin         |                     | Fine Gael                      | Fine Gael           | Fine Gael                                | 1. März 1961       |
| Sligo–Leitrim              | Eugene Gilbride           |                     | Fianna Fáil                    | Fianna Fáil         | Fianna Fáil                              | 18. Februar 1948   |
| Sligo–Leitrim              | Eugene Gilhawley          |                     | Fine Gael                      | Fine Gael           | Fine Gael                                | 11. Oktober 1961   |
| Tipperary North            | John Fanning              |                     | Fianna Fáil                    | Fianna Fáil         | Fianna Fáil                              | 13. Juni 1951      |
| Tipperary North            | Thomas Dunne              |                     | Fine Gael                      | Fine Gael           | Fine Gael                                | 11. Oktober 1961   |
| Tipperary North            | Patrick Tierney           |                     | Labour                         | Labour              | Labour                                   | 20. März 1957      |
| Tipperary South            | Michael Davern            |                     | Fianna Fáil                    | Fianna Fáil         | Fianna Fáil                              | 18. Februar 1948   |
| Tipperary South            | Dan Breen                 |                     | Fianna Fáil                    | Fianna Fáil         | Fianna Fáil                              | 9. März 1932       |
| Tipperary South            | Patrick Hogan             |                     | Fine Gael                      | Fine Gael           | Fine Gael                                | 11. Oktober 1961   |
| Tipperary South            | Seán Treacy               |                     | Labour                         | Labour              | Labour                                   | 11. Oktober 1961   |
| Waterford                  | Thaddeus Lynch            |                     | Fine Gael                      | Fine Gael           | Fine Gael                                | 2. Juni 1954       |
| Waterford                  | Thomas Kyne               |                     | Labour                         | Labour              | Labour                                   | 18. Februar 1948   |
| Waterford                  | John Ormonde              |                     | Fianna Fáil                    | Fianna Fáil         | Fianna Fáil                              | 29. Oktober 1947   |
| Wexford                    | Brendan Corish            |                     | Labour                         | Labour              | Labour                                   | 4. Dezember 1945   |
| Wexford                    | Lorcan Allen              |                     | Fianna Fáil                    | Fianna Fáil         | Fianna Fáil                              | 11. Oktober 1961   |
| Wexford                    | Anthony Esmonde           |                     | Fine Gael                      | Fine Gael           | Fine Gael                                | 13. Juni 1951      |
| Wexford                    | James Ryan                |                     | Fianna Fáil                    | Fianna Fáil         | Fianna Fáil                              | 21. Januar 1919    |
| Wicklow                    | Paudge Brennan            |                     | Fianna Fáil                    | Fianna Fáil         | Fianna Fáil                              | 2. Juni 1954       |
| Wicklow                    | James Everett             |                     | Labour                         | Labour              | Labour                                   | 9. September 1922  |
| Wicklow                    | Michael O’Higgins         |                     | Fine Gael                      | Fine Gael           | Fine Gael                                | 2. Juni 1954       |

1. Dáil (1919–1921) |
2. Dáil (1921–1922) |
3. Dáil (1922–1923) |
4. Dáil (1923–1927) |
5. Dáil (1927) |
6. Dáil (1927–1932) |
7. Dáil (1932–1933) |
8. Dáil (1933–1937) |
9. Dáil (1937–1938) |
10. Dáil (1938–1943) |
11. Dáil (1943–1944) |
12. Dáil (1944–1948) |
13. Dáil (1948–1951) |
14. Dáil (1951–1954) |
15. Dáil (1954–1957) |
16. Dáil (1957–1961) |
17. Dáil (1961–1965) |
18. Dáil (1965–1969) |
19. Dáil (1969–1973) |
20. Dáil (1973–1977) |
21. Dáil (1977–1981) |
22. Dáil (1981–1982) |
23. Dáil (1982) |
24. Dáil (1982–1987) |
25. Dáil (1987–1989) |
26. Dáil (1989–1992) |
27. Dáil (1992–1997) |
28. Dáil (1997–2002) |
29. Dáil (2002–2007) |
30. Dáil (2007–2011) |
31. Dáil (2011–2016) |
32. Dáil (2016–2020) |
33. Dáil (2020–2024) |
34. Dáil (seit 2024)